# Steam Deck
Das Steam Deck ist eine hybride Spielkonsole und ein tragbarer Personal Computer, der vom US-amerikanischen Unternehmen Valve entwickelt wurde. Die Veröffentlichung in Nordamerika und Europa war zunächst für Dezember 2021 angesetzt, wurde jedoch aufgrund von Lieferengpässen auf Februar 2022 verschoben. Seit dem 25. Februar 2022 ist das Steam Deck erhältlich. Der Vertrieb erfolgt exklusiv über Steam.

## Geschichte
Nachdem Valve bereits Wochen im Voraus Gerüchte streute und im Mai 2021 über eine mögliche Handheld-Konsole namens SteamPal von Valve berichtet wurde, stellte das Unternehmen die Handheld-Konsole in Zusammenarbeit mit IGN am 15. Juli offiziell vor.
Ab dem 16. Juli wurden vom Hersteller Reservierungen gegen eine Gebühr entgegengenommen, die später eine Vorbestellung pro Kunde ermöglichten. Die Auslieferung der Konsolen begann im Februar 2022 an Kunden mit Reservierung. Seit Oktober 2022 ist eine Auslieferung bestellter Geräte ohne Reservierung oder längere Wartezeiten möglich.
Etwa ein Jahr nach Veröffentlichung äußerte ein Valve-Ingenieur gegenüber Rock Paper Shotgun, dass während das Verbesserungspotential der Hardware genau im Blick behalten werde, ein Nachfolgemodell mit signifikant gesteigerter Leistung „erst in ein paar Jahren“ zu erwarten sei.
Im November 2023 stellte Valve ein überarbeitetes Modell mit etwas größerem OLED-Bildschirm, einer sparsameren APU, einem größeren Akku (50Wh statt 40 beim LCD-Modell), überarbeitetem Kühlsystem sowie nun mit zusätzlicher 1TB SSD-Speicher Option und Anpassungen an den Eingabeelementen und am Gehäuse vor. Das Steam Deck OLED tritt an Stelle der beiden LCD-Modelle der mittlere und Großen Speicherplatzoption, während das Modell mit der ehemals mittleren Ausstattung (256GB), jetzt als kleinste Variante, weiterhin mit einem LCD ausgeliefert. Ein 64 Gbyte-Modell wird nicht mehr angeboten. Außerdem kündigte Valve an, die Produktion der ersetzten Modelle einzustellen.

## Hardware

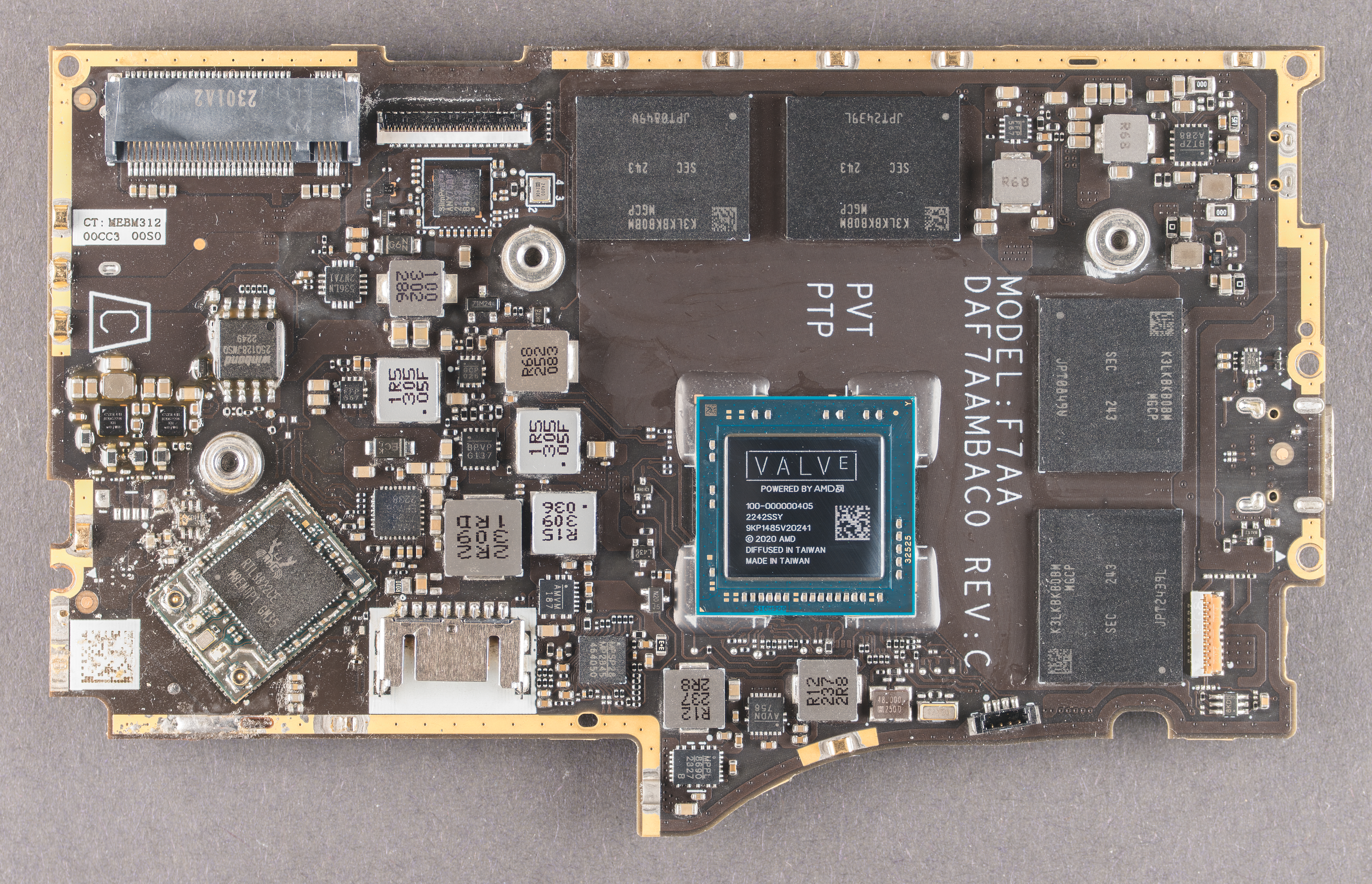
Innenleben des Steam Deck mit VALVE-Schriftzug auf der APU

Die erste Version des Steam Deck enthält eine angepasste Accelerated Processing Unit (APU), die von AMD auf Basis der Architekturen Zen 2 und RDNA 2 gebaut wurde, wobei die CPU mit einer Vier-Kern-/Acht-Thread-Einheit und die GPU mit acht Recheneinheiten mit einer geschätzten Gesamtleistung von 1,6 TFLOPS arbeitet. Sowohl die CPU als auch die GPU verwenden variable Taktfrequenzen, wobei die CPU zwischen 2,4 und 3,5 GHz und die GPU zwischen 1,0 und 1,6 GHz läuft, je nach aktuellem Bedarf des Prozessors. Leistungstechnisch liegt das Steam Deck in etwa auf dem Niveau der PlayStation 4.
Das Steam Deck enthält 16 GB LPDDR5 RAM. Das Gerät wurde zunächst in drei Speicherausstattungen ausgeliefert. Das Basismodell enthielt 64 GB eMMC-Speicher. Das mittlere Modell 256 GB schnelleren NVMe-SSD-Speicher, während im High-End-Gerät eine NVMe-SSD-Einheit mit 512 GB Kapazität verbaut wurde. Zusätzlicher Speicherplatz ist über einen microSD-Kartensteckplatz verfügbar, der auch microSDHC- und microSDXC-Formate unterstützt.
Alle drei Modelle verfügen über einen M.2-Steckplatz mit PCI-Express-Anbindung für 30 mm kurze SSDs (M.2230). Während dieser mit dem ab Werk verbauten Speicher belegt ist, lässt sich der Speicher hierüber bei allen Varianten austauschen. Im Gegensatz zur Erweiterung mittels microSD ist dazu das Öffnen des Geräts sowie eine Neuinstallation des Betriebssystems erforderlich.

### Display und Eingabe

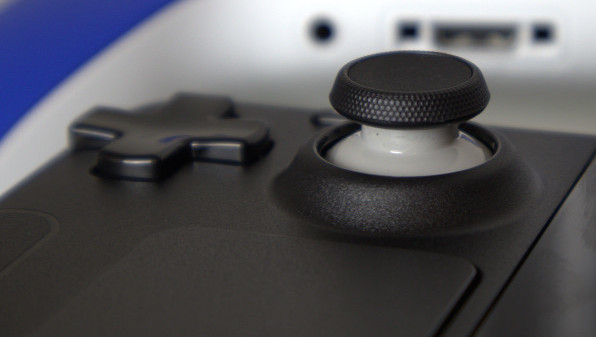
Steuerkreuz, Thumbstick und vorne das linke Trackpad des Steam Deck

Die Haupteinheit des Decks ist für den Handheld-Einsatz konzipiert. Es enthält ein 7 Zoll (180 mm) großes Touchscreen-LC-Display mit einer Auflösung von 1280 × 800 Pixeln (WXGA) und verfügt über zwei Thumbsticks, ein Richtungs-Pad, ABXY-Tasten, zwei Schultertasten auf jeder Seite des Geräts, vier zusätzliche Tasten auf der Rückseite des Geräts sowie insgesamt zwei Trackpads, jeweils unter den Thumbsticks. Die Thumbsticks und Trackpads arbeiten mit kapazitiver Abtastung, und das Gerät verfügt außerdem über ein Gyroskop, um speziellere Steuerungen im Handheld-Modus zu ermöglichen. Das Gerät verfügt außerdem über haptisches Feedback. Auch hier wurde bei der überarbeiteten Version ein HDR-OLED-Display verbaut, welches zwar über dieselbe Auflösung, aber eine gesteigerte Bildwiederholungsrate von 60Hz auf 90Hz verfügt.

### Konnektivität
Das Deck unterstützt Bluetooth für Eingabegeräte und verfügt über eine integrierte Wi-Fi-Netzwerkunterstützung, die den IEEE-802.11a/b/g/n/ac-Standards entspricht. Das Deck unterstützt Stereosound über einen digitalen Signalprozessor und verfügt sowohl über ein integriertes Mikrofon als auch über einen Kopfhöreranschluss.

### Energieversorgung
Das Deck enthält einen 40- oder 50-Wattstunden-Akku, der laut Valve für „leichtere Anwendungsfälle wie Spiele-Streaming, kleinere 2D-Spiele oder Web-Browsing“ zwischen sieben und acht Stunden durchhält. Valve schätzt, dass bei einer Bildrate von etwa 30 Bildern pro Sekunde intensivere Spiele wie Portal 2 fünf bis sechs Stunden gespielt werden können. Da viele Spiele über keine eingebaute Funktion zur Begrenzung der Bildrate verfügen, soll das Steam Deck einen sogenannten „FPS-Limiter“ systemübergreifend und optional bereitstellen. Diesen zu aktivieren soll die Akkulaufzeit merklich erhöhen.

### Docking-Station
Seit dem 6. Oktober 2022 ist eine separat erhältliche Docking-Station zum Preis von 99 Euro erhältlich. Die Dock-Einheit kann an eine externe Stromquelle angeschlossen werden, um das Deck mit Strom zu versorgen, und an einen externen Monitor entweder über HDMI- oder DisplayPort-Anschluss, um die Ausgabe des Decks an diesen Monitor zu leiten. Obwohl durch die Prozessorgeschwindigkeit begrenzt, kann die Display-Ausgabe des Decks über das Dock eine 4k-Auflösung bei 60 Hz oder eine WQHD-Auflösung bei 120 Hz erreichen. Das Dock bietet auch Netzwerkkonnektivität durch einen Gigabit-Ethernet-Port und Unterstützung für USB-Verbindungen für Controller oder andere Eingabegeräte. Hierfür hat das Dock drei USB-3.1-Buchsen verbaut. Das Deck ist auch mit Docking-Stationen von Drittanbietern kompatibel.

### OLED-Modell
Die überarbeitete Version des Steam Deck enthält eine APU mit geringerer Energieaufnahme durch eine kleinere Strukturbreite von 6nm. Die zwei Modelle der überarbeiteten Version enthalten jeweils eine 512 GB, respektive 1 TB große NVMe-SSD. Zudem wird ein HDR-OLED-Display mit einer von 60 auf 90 Hz gesteigerten Bildwiederholungsrate verbaut. Die Akkukapazität wurde von 40 auf 50 Wattstunden erhöht.

### Spezifikationen
|                   | Erstes Modell                                   | Erstes Modell                                   | Erstes Modell                                   | Überarbeitetes „OLED-Modell“                    | Überarbeitetes „OLED-Modell“                    |
|                   | Variante 1                                      | Variante 2                                      | Variante 3                                      | Variante 1                                      | Variante 2                                      |
| ----------------- | ----------------------------------------------- | ----------------------------------------------- | ----------------------------------------------- | ----------------------------------------------- | ----------------------------------------------- |
| Maße              | 298 × 117 × 49 mm, 670 g                        | 298 × 117 × 49 mm, 670 g                        | 298 × 117 × 49 mm, 670 g                        | 298 × 117 × 49 mm, 640 g                        | 298 × 117 × 49 mm, 640 g                        |
| Mikrochip         | Aerith alias Van Gogh (7nm AMD APU)             | Aerith alias Van Gogh (7nm AMD APU)             | Aerith alias Van Gogh (7nm AMD APU)             | Sephiroth (6nm AMD APU)                         | Sephiroth (6nm AMD APU)                         |
| CPU-Kerne         | 4 Kerne/8 Threads @ 3,5 GHz (Zen 2)             | 4 Kerne/8 Threads @ 3,5 GHz (Zen 2)             | 4 Kerne/8 Threads @ 3,5 GHz (Zen 2)             | 4 Kerne/8 Threads @ 3,5 GHz (Zen 2)             | 4 Kerne/8 Threads @ 3,5 GHz (Zen 2)             |
| Grafikeinheit     | 512 ALUs @ 1,6 GHz (RDNA2)                      | 512 ALUs @ 1,6 GHz (RDNA2)                      | 512 ALUs @ 1,6 GHz (RDNA2)                      | 512 ALUs @ 1,6 GHz (RDNA2)                      | 512 ALUs @ 1,6 GHz (RDNA2)                      |
| Arbeitsspeicher   | 16 GByte LPDDR5-5500 @ 128 Bit                  | 16 GByte LPDDR5-5500 @ 128 Bit                  | 16 GByte LPDDR5-5500 @ 128 Bit                  | 16 GByte LPDDR5-6400 @ 128 Bit                  | 16 GByte LPDDR5-6400 @ 128 Bit                  |
| Massenspeicher #1 | 64 GByte eMMC (PCIe Gen2 ×1)                    | 256 GByte NVMe (PCIe Gen3 ×4 oder ×2)           | 512 GByte NVMe (PCIe Gen3 ×4 oder ×2)           | 512 GByte NVMe                                  | 1 TByte NVMe                                    |
| Massenspeicher #2 | Micro-SD-Kartenleser (UHS-I SD/SDHC/SDXC)       | Micro-SD-Kartenleser (UHS-I SD/SDHC/SDXC)       | Micro-SD-Kartenleser (UHS-I SD/SDHC/SDXC)       | Micro-SD-Kartenleser (UHS-I SD/SDHC/SDXC)       | Micro-SD-Kartenleser (UHS-I SD/SDHC/SDXC)       |
| Touch-Display     | 7″, 1280 × 800, 60 Hz, ≈500 Nits                | 7″, 1280 × 800, 60 Hz, ≈500 Nits                | 7″, 1280 × 800, 60 Hz, ≈500 Nits (entspiegelt)  | 7,4″, 1280 × 800 HDR OLED, 90 Hz, ≈1000 Nits    | 7,4″, 1280 × 800 HDR OLED, 90 Hz, ≈1000 Nits    |
| Anschlüsse        | USB-C mit DisplayPort, 3,5-mm-Klinke (Audio)    | USB-C mit DisplayPort, 3,5-mm-Klinke (Audio)    | USB-C mit DisplayPort, 3,5-mm-Klinke (Audio)    | USB-C mit DisplayPort, 3,5-mm-Klinke (Audio)    | USB-C mit DisplayPort, 3,5-mm-Klinke (Audio)    |
| Funk              | Bluetooth 5.0, 2 × 2 Wi-Fi 5 (802.11ac)         | Bluetooth 5.0, 2 × 2 Wi-Fi 5 (802.11ac)         | Bluetooth 5.0, 2 × 2 Wi-Fi 5 (802.11ac)         | Bluetooth 5.3, 2 × 2 Wi-Fi 6E (802.11ax)        | Bluetooth 5.3, 2 × 2 Wi-Fi 6E (802.11ax)        |
| Akku              | 40 Wh, 45-W-Netzteil                            | 40 Wh, 45-W-Netzteil                            | 40 Wh, 45-W-Netzteil                            | 50 Wh, 45-W-Netzteil                            | 50 Wh, 45-W-Netzteil                            |
| Rechenleistung    | 1,6 Tera Flops (GPU), 448 GFlops FP32 (AMD APU) | 1,6 Tera Flops (GPU), 448 GFlops FP32 (AMD APU) | 1,6 Tera Flops (GPU), 448 GFlops FP32 (AMD APU) | 1,6 Tera Flops (GPU), 448 GFlops FP32 (AMD APU) | 1,6 Tera Flops (GPU), 448 GFlops FP32 (AMD APU) |
| Preis             | 419 Euro                                        | 549 Euro                                        | 679 Euro                                        | 569 Euro                                        | 679 Euro                                        |

### Reparierbarkeit
Bei der Bewertung zum Test von iFixit wurde das Steam Deck 2022 mit „beachtlichen“ 7 von 10 Punkten auf dem eigenen Reparierbarkeits-Index gelobt. Ersatzteile können bei iFixit direkt erworben werden, das dazu eine Partnerschaft mit Valve eingegangen ist. Während die modulare Bauweise, das nur über Kreuzschlitzschrauben und Clips zusammengehaltene Gehäuse und die nicht fest mit dem Display verbundenen Kabel positiv erwähnt wurden, waren die wesentlichen Kritikpunkte der Einbau des Akkus, der unter zahlreichen Flex-Kabeln mit dem Gehäuse verklebt ist, sowie die fest mit der Platine des Steam Deck verbundene USB-C-Buchse, die daher nicht austauschbar ist.

## Software

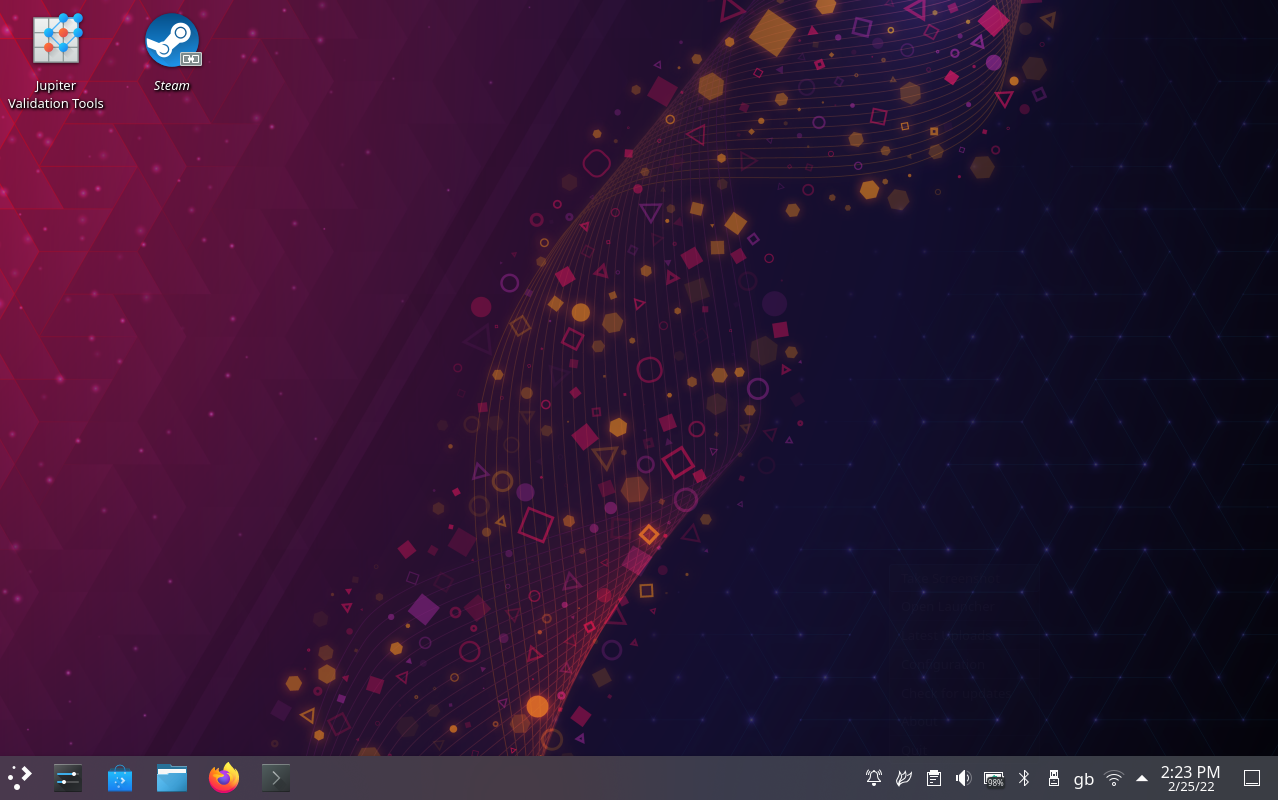
SteamOS mit standardmäßiger Desktop-Oberfläche KDE Plasma 5

Das Steam Deck wird mit dem auf Arch Linux basierenden Betriebssystem SteamOS ausgeliefert. Über die eigens entwickelte Kompatibilitätsschicht Proton ist ein Teil der Steam-Bibliothek so auch auf Linux spielbar. Die offene Software-Architektur ermöglicht es grundsätzlich, wie für PCs üblich, alternative Betriebssysteme und damit kompatible Software zu installieren, um so beispielsweise auch den Xbox Game Pass oder Epic Games Store darauf zu nutzen. Der Hersteller veröffentlichte bereits entsprechende Firmware-Anpassungen, die eine Installation von Windows 10 oder Windows 11 ermöglichen. Die Nutzung dieser Betriebssysteme sei auf dem Steam Deck aufgrund des Fehlens oder der experimentellen Natur entsprechender Hardware-Treiber bisher jedoch nicht ratsam und wird vom Hersteller nicht offiziell unterstützt.
Durch die offene Architektur ist das Steam Deck neben Gaming grundsätzlich auch für andere Einsatzzwecke geeignet, wie der Benutzung als Arbeits-PC oder dem Betrieb eines Heimservers.

## Rezeption

### Vor Veröffentlichung
Unmittelbar nach der offiziellen Ankündigung äußerte sich Tim Sweeney, CEO von Valves unmittelbarem Konkurrenten Epic Games, beeindruckt vom Steam Deck.

“Amazing move by Valve!”

„Großartiger Schachzug von Valve!“

Auch Microsoft-Manager Phil Spencer, verantwortlich für die Teams von Xbox und Xbox Game Studios, beglückwünschte Valve via Kurznachrichtendienst Twitter und machte seine Begeisterung für das Steam Deck öffentlich.

“This looks really great, congrats to the team at @valvesoftware on getting so many of us excited to be able to take our games with us wherever we decide to play.”

„Das sieht wirklich toll aus. Glückwunsch an das Team von @valvesoftware, dass sie es geschafft haben, so viele von uns dafür zu begeistern, dass wir unsere Spiele dahin mitnehmen können, wo immer wir uns zum Spielen entscheiden.“

Die Server des Herstellers waren am Abend der Eröffnung des Reservierungssystems durch die hohe Nachfrage zeitweise überlastet.
Neben der genannten Präsentation in Zusammenarbeit mit IGN berichteten diverse weitere Medien, auch über die Branche hinaus. Darunter The Guardian, The Times of India und The Verge sowie die deutschsprachigen Süddeutsche Zeitung, heise online, Golem.de und Chip. In vielen Berichten wird das Steam Deck mit der Nintendo Switch verglichen. Netzwelt bezeichnet es als den „Nintendo-Switch-Killer“. Kotaku hingegen nennt einen Vergleich der beiden „kurzsichtig“ und stellt fest, dass die beiden Geräte durch unterschiedliche Preisgestaltung, Funktionsumfang und Spielebibliotheken jeweils eine gänzlich andere Zielgruppe ansprächen. Valve-Mitgründer Gabe Newell sagte dazu in einem Interview, dass ein Vielspieler, der eine Nintendo Switch und danach zum Vergleich ein Steam Deck in die Hand nimmt, innerhalb von zehn Sekunden wüsste, welches Gerät für Gamer und welches für Gelegenheitsspieler gemacht worden sei. Nintendos Erfolg spräche aber offensichtlich für sich.
IGN lobte Valves Vorgehensweise bei der Reservierung von Vorbestellungen im Vergleich zu anderen Spielkonsolen-Veröffentlichungen wie die von Sonys PlayStation 5 und Microsofts Xbox Series. Diese hatten bei ihrem Erscheinen und noch lange Zeit danach Lieferengpässe und wurden von privaten Wiederverkäufern, die diese Situation ausnutzten, in großen Stückzahlen aufgekauft und zu einem vielfachen der Preise weiterverkauft. Eine ähnliche Knappheit herrschte 2021 auf dem Markt für Computer-Grafikkarten. Im Vergleich dazu sei das Reservierungssystem für Valves Steam Deck nicht frei von Anfälligkeiten gewesen, dennoch sollten andere Händler sich für zukünftige Veröffentlichungen ein Beispiel nehmen, stellte IGN fest.
Vereinzelt werden auch Vergleiche zu Valves bisherigen Hardware-Projekten gezogen, die nur mäßig erfolgreich waren. So brachte der eigentlich auf Software spezialisierte Konzern bereits einen Gamecontroller, Steam Machines genannte Spielkonsolen, den Steam Link sowie das VR-Headset Valve Index auf den Markt. Oliver Nickel kommentiert dazu für Golem.de: „Mit Blick auf die doch recht erfolglose Hardwaresparte bei Valve sehe ich den Erfolg des Steam Deck noch nicht ganz.“

### Nach Veröffentlichung
Im Test von Golem.de wird das Steam Deck als „grandios“ und „schlicht einzigartig“ bewertet. Positiv hervorgehoben werden gut aufeinander abgestimmte Hard- und Software-Komponenten, eine der Konkurrenz überlegene Ergonomie und Steuerungselemente. Vergleiche werden dabei zum Aya Neo Next sowie zum OneXPlayer gezogen. Die Performance während des Spielens sei „absolut konkurrenzfähig“ und händelt flüssig auch technisch anspruchsvollere Titel wie Cyberpunk 2077 oder Horizon Zero Dawn. Bemängelt wird im Testbericht, dass Spiele nicht heruntergeladen werden, während das Display ausgeschaltet ist. Auch die Nutzung alternativer Spiele-Launcher wie dem Epic Games Store, GOG.com oder Uplay seien zwar möglich, aber nur über den Linux-Desktop des installierten SteamOS.
Jan Bojaryn bemängelt in seinem Testbericht für Wasted ein zu hohes Gewicht bei unhandlicher Größe, einen spiegelnden und dunklen Bildschirm sowie hohe Geräuschemissionen und diverse Software-Kompatibilitätsprobleme. Insgesamt sei das Steam Deck ein „schlechter Witz mit wenigen Lichtblicken“ und erhält ein Testergebnis von 41 aus 100 erreichbaren Punkten. Magnus Groth-Andersen lobt das Gerät in seinem Test auf Gamereactor vor allem für die Rechenleistung und die Verarbeitungsqualität und kritisiert die Komplexität des Betriebssystems. In seinem Fazit vergibt er 9 von 10 möglichen Punkten.
Die Macher von c’t 3003, einem Youtube-Kanal der c’t, kamen 2023 bei einem erneuten Test anlässlich des ersten Jahres nach der Veröffentlichung zum Schluss, dass das Steam Deck immer noch empfohlen werden konnte. So seien viele der ursprünglichen Kritikpunkte an der Software von Valve ausgebessert worden, und auch die Hardware, die zu diesem Zeitpunkt immerhin schon ein Jahr alt war, sei immer noch ausreichend gut gewesen: das Preis-Leistungs-Verhältnis hätte auch 2023 noch gestimmt.
Das Steam Deck wurde 2022 und das Steam Deck OLED 2024 bei den Golden Joystick Awards als Best Gaming Hardware ausgezeichnet.